# Villa Fuchs (Žatec)
 (septembre 2024).
La villa Fuchs est située dans la ville tchèque de Žatec, qui fait partie du patrimoine mondial de l'UNESCO. En 1994, la villa est déclarée monument culturel par le ministère de la Culture Tchèque.

## Histoire
La villa est construite à la fin du XIXe siècle,. En 1902, l'auteur du bâtiment, l'architecte Wilhelm Fuchs, y vit. Un autre propriétaire important est Hans Krippner, victime des violences d'après-guerre contre la population allemande en juillet 1945.

## Description
Il s'agit d'une villa résidentielle avec une tourelle d'angle. Le caractère du bâtiment est donné par le double avant-corps et l'arcade qui la précède. La façade est décorée de balustrades, de pilastres et de sgraffites, en partie inspirés de la Renaissance toscane.

## Liens
- Ressource relative à l'architecture :   - MonumNet